# Макарово (Шилкинський район)
Мака́рово (рос. Макарово) — село у складі Шилкинського району Забайкальського краю, Росія. Входить до складу Усть-Теленгуйського сільського поселення.
Стара назва — Макарова.

## Населення
Населення — 59 осіб (2010; 104 у 2002).
Національний склад (станом на 2002 рік):
- росіяни — 92 %